# Maison Renaissance de Beaulieu-sur-Dordogne
Pour les articles homonymes, voir Maison Renaissance.
La maison Renaissance de Beaulieu-sur-Dordogne est un hôtel particulier situé au centre de la vieille ville (place de la Bridolle), devant la façade occidentale de l'abbaye Saint-Pierre. Cette bâtisse est remarquable par sa façade ornée de statues datant du XVIe siècle et sa cheminée Renaissance monumentale, toutes deux classées Monument historique depuis 1928.
Cette demeure et hôtel particulier de la noblesse passée a été pendant quelques années un musée privé ouvert au public, où l'on pouvait admirer un agencement de personnages habillés d'époque dans un décor reconstitué. C'est aujourd'hui une propriété privée.

## Historique

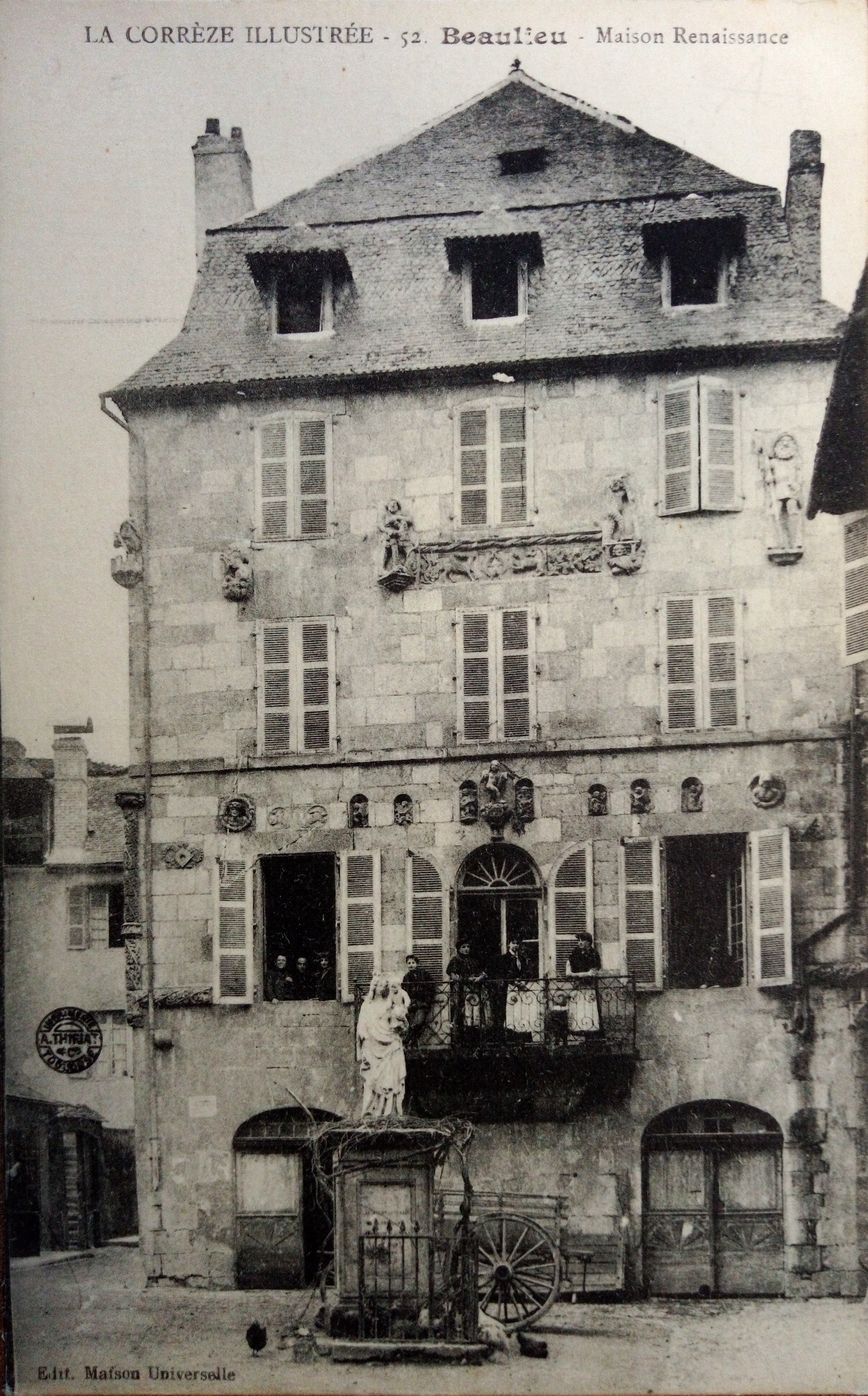
La Maison Renaissance de Beaulieu-sur-Dordogne au début du XXe siècle (carte postale ancienne).

Cette bâtisse en pierre de taille, élevée sur cinq niveaux, est ornée d'un balcon portant la date de 1842, avec les initiales entrelacées D et L des Duchamp de Lageneste, propriétaires de la bâtisse du XVIIIe jusqu'au début du XXe siècle. Au XIXe siècle, Guillaume-Joseph Duchamp de Lageneste (1827-1886) occupe brièvement la fonction de maire de Beaulieu-sur-Dordogne de 1874 à 1876 (conservateur, il n'est pas élu, mais nommé par le préfet à un moment où le président de la République Mac Mahon, favorable à un retour de la monarchie, était en lutte contre les authentiques républicains). C'est peut-être à l'initiative de Guillaume-Joseph Duchamp de Lageneste que les sculptures d'époque Renaissance ont été scellées sur la façade en réemploi. Cet hôtel particulier, construit ou profondément remanié au XVIIIe siècle (la date précise de construction n'est pas connue), présente en son sein au rez de chaussée des bases médiévales, ce qui conforte l'hypothèse d'une reconstruction ou du remaniement architectural d'un édifice plus ancien, d'autant plus cohérente qu'il est situé en plein centre de la vieille ville médiévale dans l'environnement immédiat de l'église abbatiale romane.

## Architecture

### Les sculptures de la façade
En l'absence de sources documentaires de l'époque de leur réalisation ou de leur installation sur la façade, l'origine et le sens des sculptures restent soumis à interprétation, d'autant plus que leur disposition initiale sur un édifice antérieur (sur le site ou ailleurs) a pu être modifiée lors de leur mise en place. Les décors se déploient sur deux niveaux : sur le mur séparant les premier et deuxième étages d'une part, avec d'importantes colonnes d'angles ; sur le mur séparant les deuxième et troisièmes étages d'autre part, avec des statues d'angles.
Ces sculptures peuvent être réparties en plusieurs groupes :
- Les grandes colonnes latérales d'angle du premier étage
- Les bustes et médaillons du premier étage
- Les niches du premier étage

Les sculptures du XVIe siècle
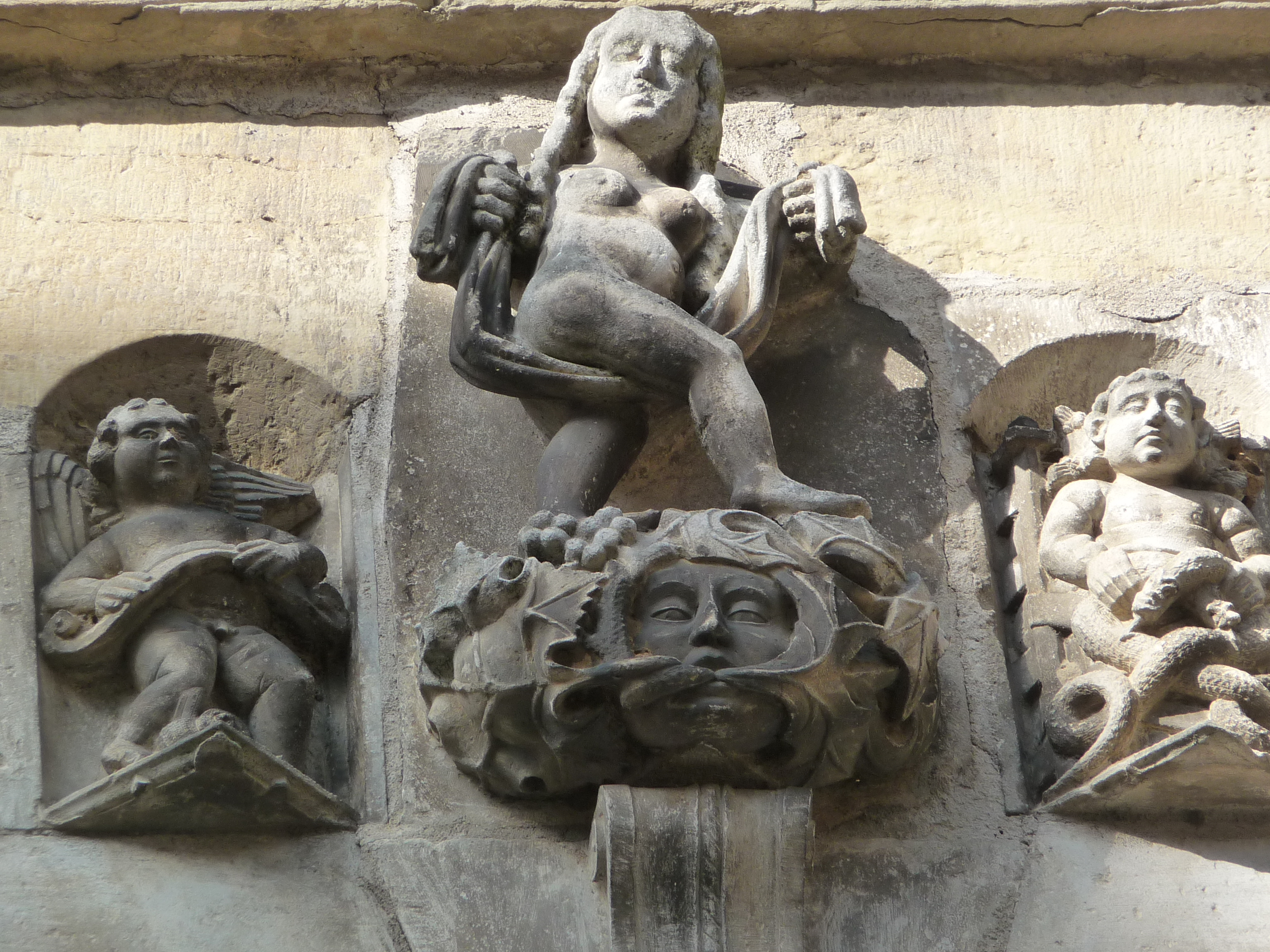
La célèbre "nymphe bellocoise" et ses angelots au premier étage
- Les militaires du deuxième étage (arquebusier et veilleur dans une échauguette, aux angles; grand hallebardier à la barbe)
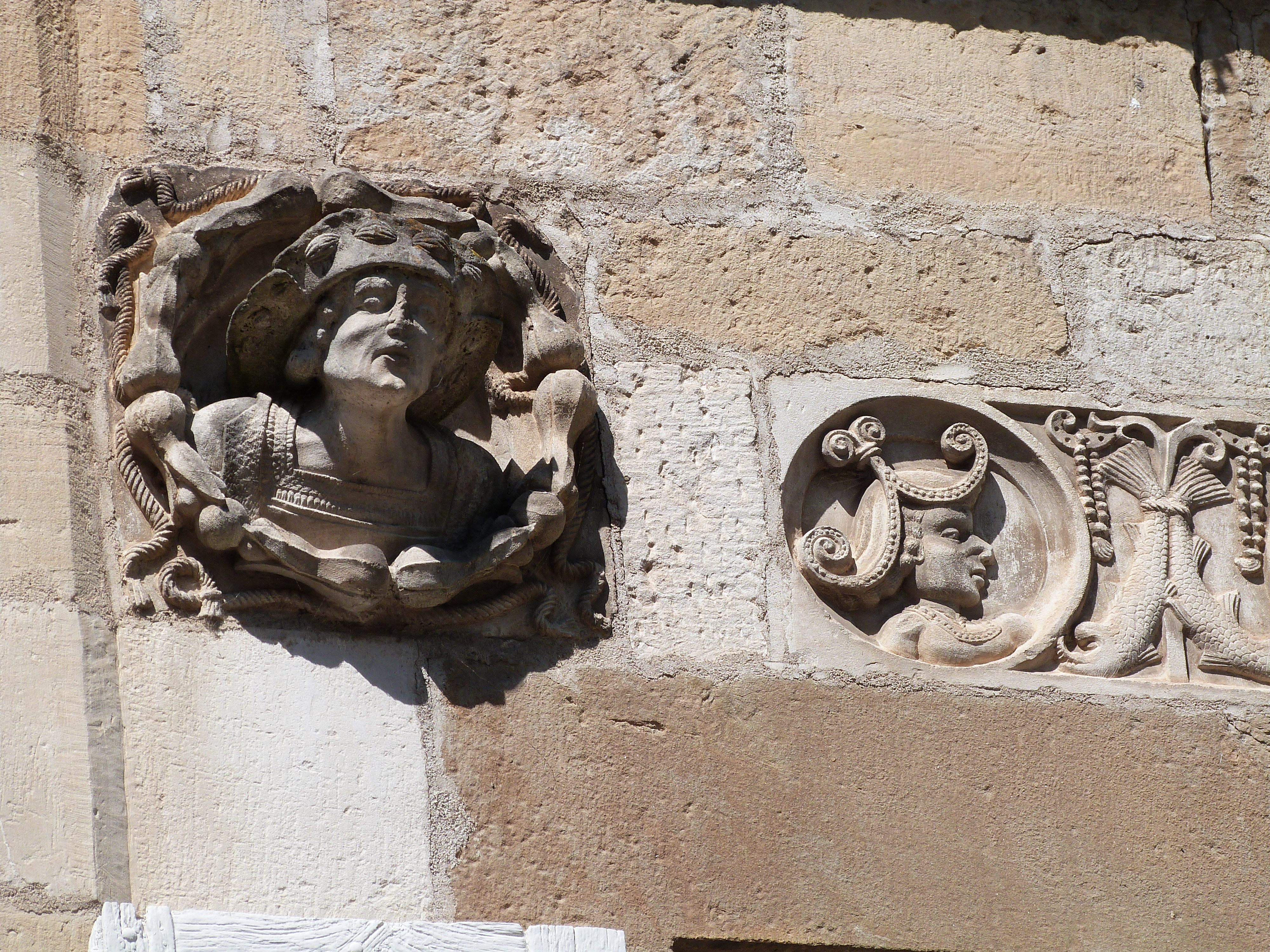
La grande frise (différentes scènes de combat entre un homme et un fauve), pouvant rappeler le premier des douze travaux d'Héraclès, à savoir le combat contre le Lion de Némée, entourée de personnages (homme et lion, homme sauvage) au centre du deuxième étage
- Les sculptures du XVIe siècle
- La "nymphe bellocoise" et ses angelots.
- Médaillons au premier étage.
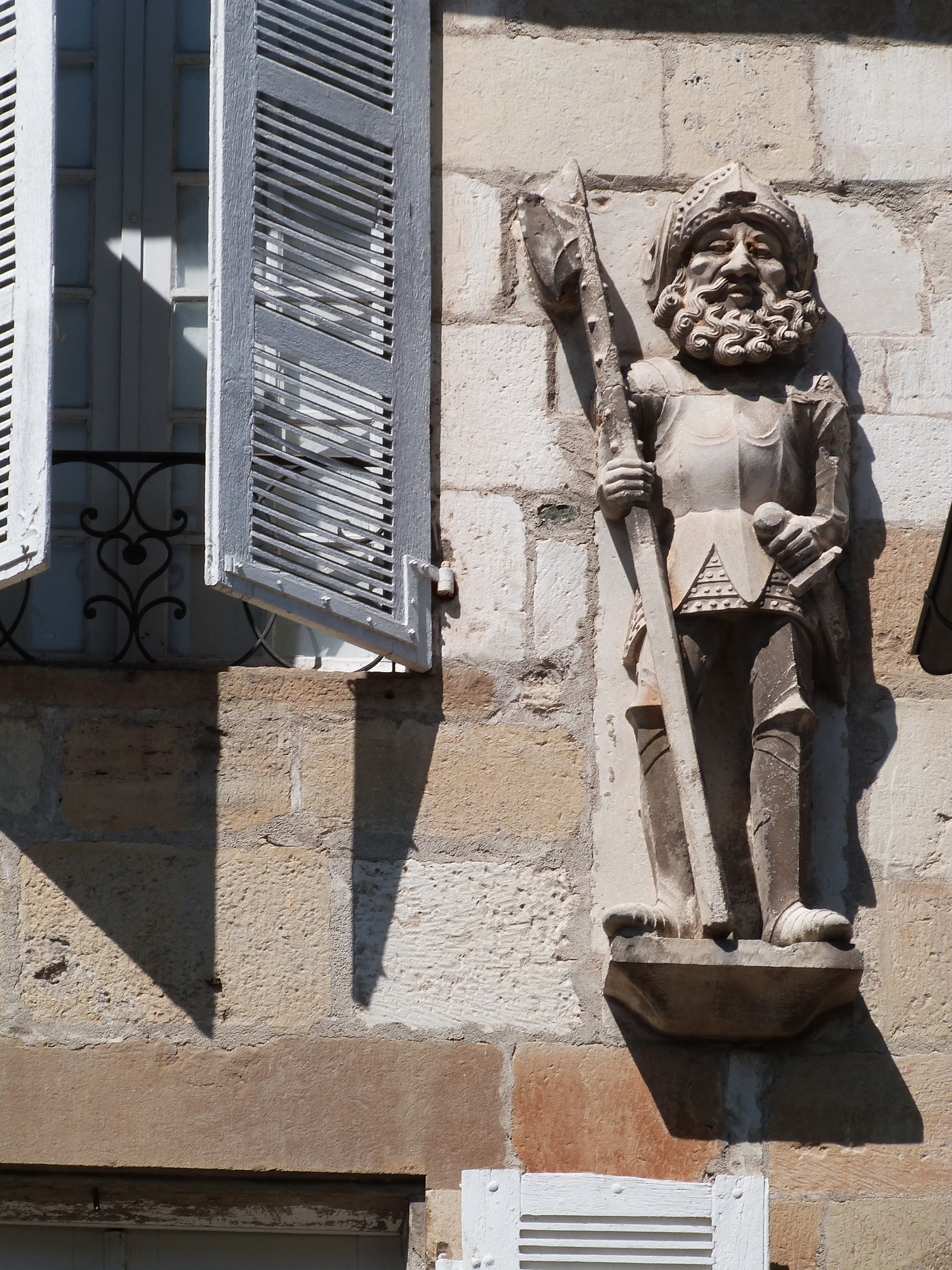
Hallebardier du deuxième étage.

### La cheminée Renaissance
La cheminée Renaissance, de taille monumentale, a été classée Monument Historique en même temps que la façade, en 1928.

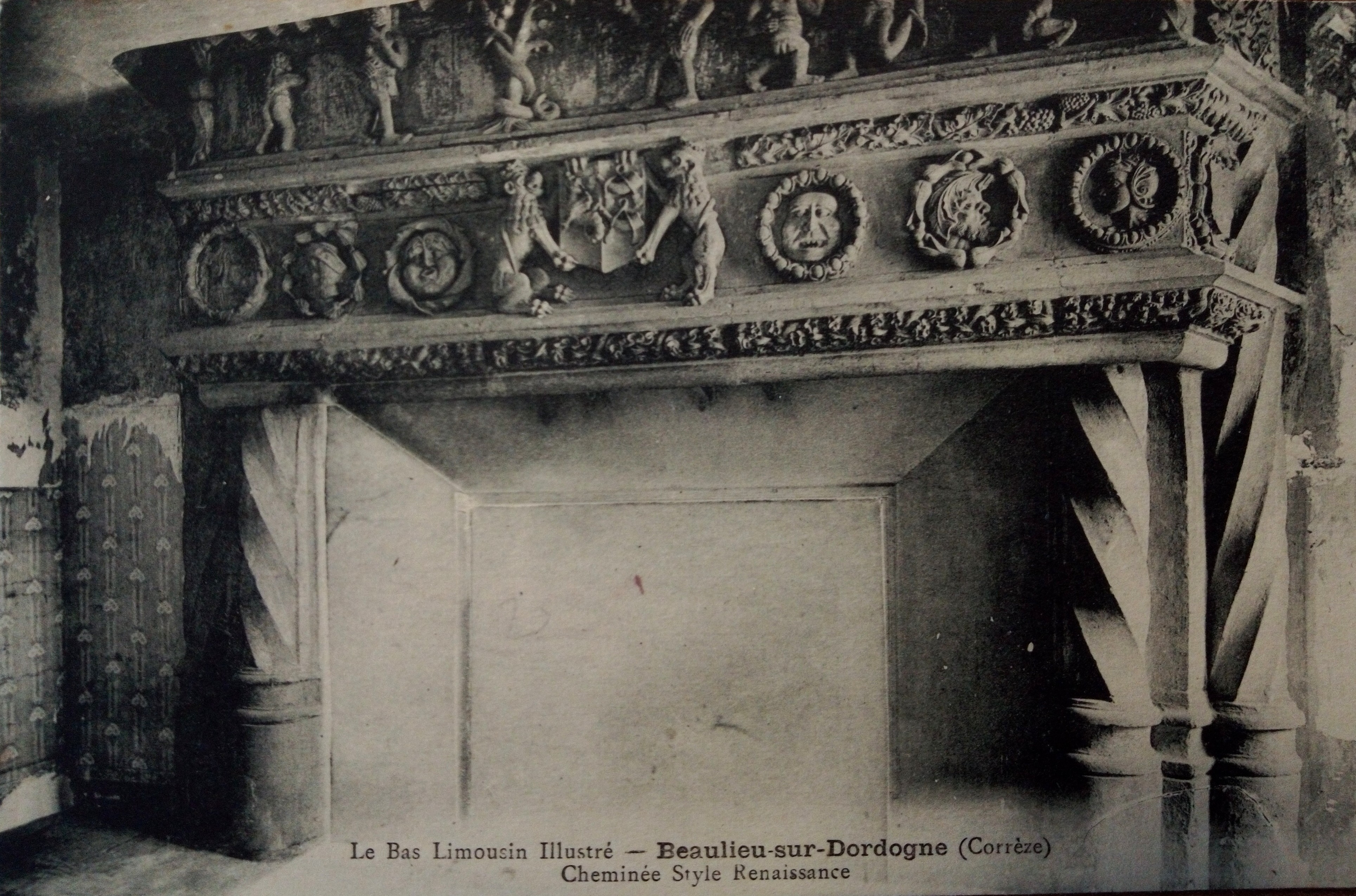
La cheminée monumentale Renaissance au début du XXe siècle (carte postale ancienne).

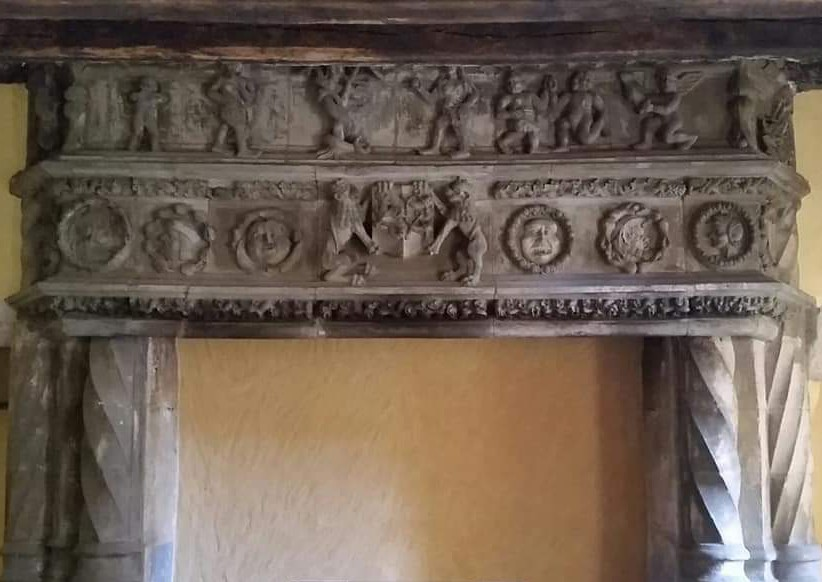
La cheminée Renaissance de nos jours.

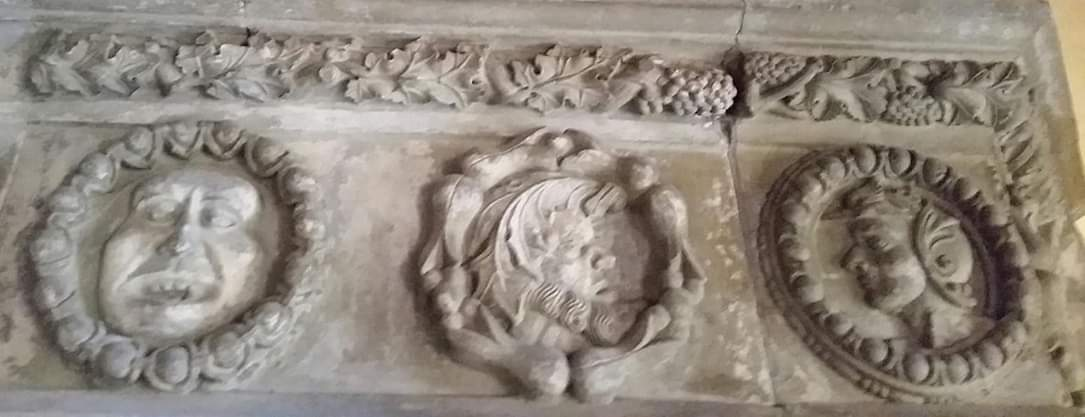
Détail de la frise inférieure (côté gauche).

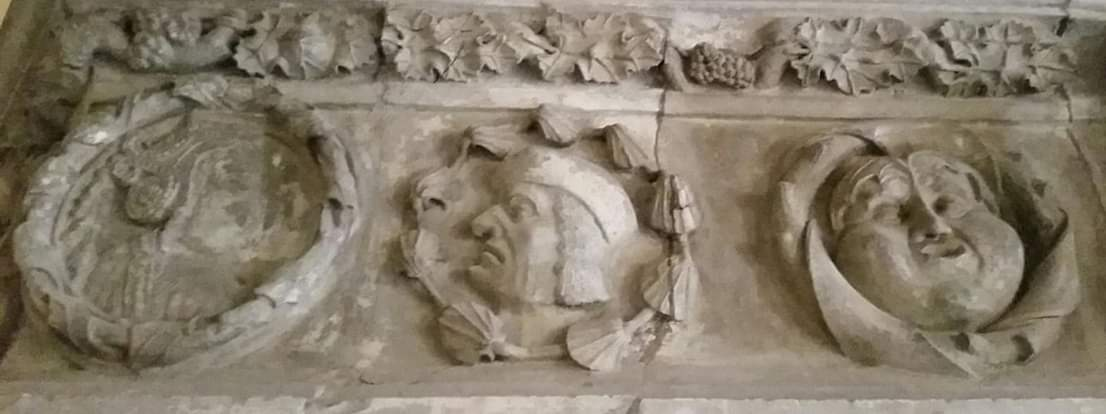
Détail de la frise inférieure (côté droit).

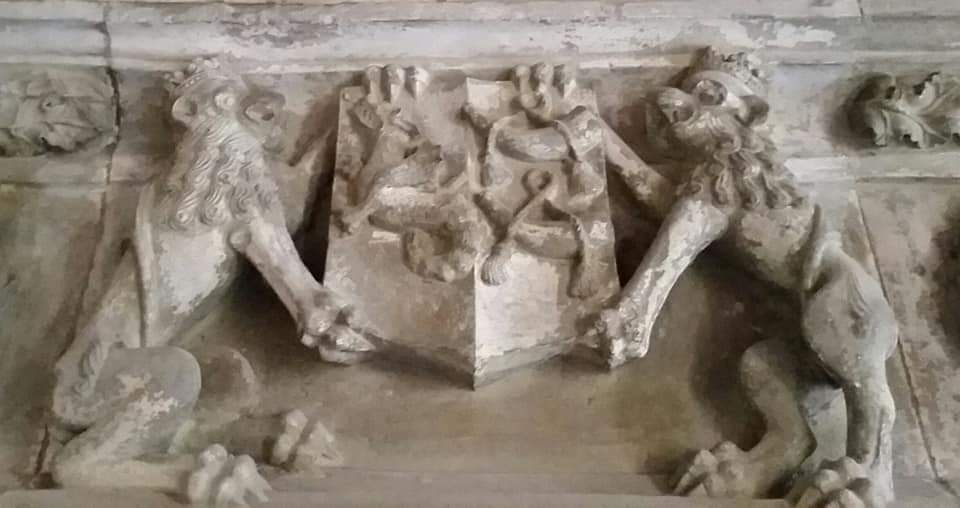
Détail de la frise inférieure (blason central).